# الدوري البرازيلي الدرجة الأولى 1962
الدوري البرازيلي الدرجة الأولى 1962 هو الموسم 4 من الدوري البرازيلي الدرجة الأولى. أقيم خلال الفترة 2 سبتمبر 1962 وحتى 2 أبريل 1963، وأشرف على تنظيمه Brazilian Sports Confederation ‏، وكان عدد الأندية المشاركة فيه 18، وفاز فيه نادي سانتوس.